# Conspirația indo-germană

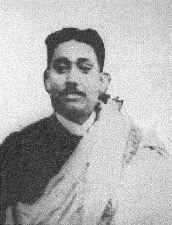
Rash Behari Bose, conducătorul cheie al conspirației de la Delhi și, mai târziu, al conspirației Ghadar.

Conspirația indo-germană a fost o serie de planuri formulate între 1914 și 1917 de a iniția o rebeliune Pan-indiană împotriva Indiei Britanice în timpul primului război mondial. Conspiratorii au inclus o mișcare de rezistență naționalistă indiană în India Britanică, partidul Ghadar în Statele Unite și Comitetul indian de independență în Germania. 
Conspirația a fost elaborată la începutul războiului, și a fost susținută intens de către mișcarea republicană irlandeză, de Ministerul de Externe german și de consulatul german din San Francisco , precum și o susținere din partea Turciei otomane. Planul cel mai proeminent era să se încerce provocarea unor răscoale și să declanșeze o revoltă Pan-indiană în Armata Indiei Britanice de la Punjab până la Singapore. Acest scenariu a fost planificat să fie executat începând cu februarie 1915, cu scopul de a răsturna dominația britanică de pe subcontinentul indian. Conspirația Ghadar din februarie 1915 a fost în cele din urmă dejucată atunci când serviciile secrete britanice s-au infiltrat în mișcarea Ghadarite, urmată de arestarea conducătorilor cheie.